# Christos Giagos
Christos Giagos (Azusa, 23 de janeiro de 1990) é um lutador americano de artes marciais mistas, atualmente competindo na divisão leve do Ultimate Fighting Championship.

## Início
Giagos nasceu e foi criado no Sul da Califórnia. Ele competiu em wrestling no ensino médio, e começou a treinar MMA em 2009.

## Carreira no MMA

### Ultimate Fighting Championship
Giagos fez sua estreia no UFC contra Gilbert Burns em 25 de outubro de 2014 no UFC 179: Aldo vs. Mendes II. Ele perdeu por finalização no primeiro round.
Giagos enfrentou Jorge de Oliveira em 21 de março de 2015 no UFC Fight Night: Maia vs. LaFlare. Giagos venceu por finalização no primeiro round.
Giagos enfrentou Chris Wade em 6 de junho de 2015 no UFC Fight Night: Boetsch vs. Henderson. Ele perdeu por decisão unânime. Após a luta, o UFC decidiu não renovar seu contrato.

### Absolute Championship Berkut
Ele fez sua estreia na organização russa contra Alexandre Pimentel no ACB 51: Silva vs. Torgeson em 13 de janeiro de 2017. Ele venceu por decisão unânime.
Em sua segunda luta ele enfrentou Shamil Nikaev no ACB 71: Yan vs. Mattos em 30 de setembro de 2017. Ele perdeu por decisão dividida.

### Retorno ao UFC
Somando um cartel de 4-2 após saída do UFC, Giagos foi recontratado para enfrentar Charles Oliveira em 22 de setembro de 2018 no UFC Fight Night: Santos vs. Anders. Ele perdeu por finalização no segundo round.
Giagos enfrentou Mizuto Hirota em 2 de dezembro de 2018 no UFC Fight Night: dos Santos vs. Tuivasa. Ele venceu por decisão unânime.
Giagos enfrentou Damir Hadžović em 1 de junho de 2019 no UFC Fight Night: Gustafsson vs. Smith. Ele venceu por decisão unânime.
Giagos enfrentou Drakkar Klose em 17 de agosto de 2019 no UFC 241: Cormier vs. Miocic 2. Ele perdeu por decisão unânime.

## Cartel no MMA
| Cartel no MMA   |             |            |
| 28 lutas        | 19 vitórias | 9 derrotas |
| Por nocaute     | 7           | 1          |
| Por finalização | 4           | 5          |
| Por decisão     | 8           | 3          |

| Res.    | Cartel | Oponente           | Método                                     | Evento                                   | Data       | Round | Tempo | Local                      | Notas                                     |
| ------- | ------ | ------------------ | ------------------------------------------ | ---------------------------------------- | ---------- | ----- | ----- | -------------------------- | ----------------------------------------- |
| Derrota | 20-11  | Daniel Zellhuber   | Finalização (estrangulamento anaconda)     | UFC Fight Night: Grasso vs. Shevchenko 2 | 16/09/2023 | 2     | 3:26  | Paradise, Nevada           |                                           |
| Vitória | 20-10  | Ricky Glenn        | Nocaute (soco)                             | UFC Fight Night: Pavlovich vs. Blaydes   | 22/04/2023 | 1     | 1:35  | Enterprise,Nevada          | Performance da Noite.                     |
| Derrota | 19-10  | Thiago Moisés      | Finalização (mata-leão)                    | UFC on ESPN: Tsarukyan vs. Gamrot        | 25/06/2022 | 1     | 3:05  | Enterprise,Nevada          |                                           |
| Derrota | 19-9   | Arman Tsarukyan    | Nocaute técnico (socos)                    | UFC Fight Night: Smith vs. Spann         | 18/09/2021 | 1     | 2:09  | Enterprise,Nevada          |                                           |
| Vitória | 19-8   | Sean Soriano       | Finalização (estrangulamento d’arce)       | UFC 262: Oliveira vs. Chandler           | 15/05/2021 | 2     | 0:59  | Houston, Texas             | Performance da Noite.                     |
| Vitória | 18-8   | Carlton Minus      | Decisão (unânime)                          | UFC Fight Night: Thompson vs. Neal       | 19/12/2020 | 3     | 5:00  | Las Vegas, Nevada          |                                           |
| Derrota | 17–8   | Drakkar Klose      | Decisão (unânime)                          | UFC 241: Cormier vs. Miocic 2            | 17/08/2019 | 3     | 5:00  | Anaheim, California        |                                           |
| Vitória | 17–7   | Damir Hadžović     | Decisão (unânime)                          | UFC Fight Night: Gustafsson vs. Smith    | 01/06/2019 | 3     | 5:00  | Estocolmo                  |                                           |
| Vitória | 16–7   | Mizuto Hirota      | Decisão (unânime)                          | UFC Fight Night: dos Santos vs. Tuivasa  | 01/12/2018 | 3     | 5:00  | Adelaide                   |                                           |
| Derrota | 15–7   | Charles Oliveira   | Finalização (mata-leão)                    | UFC Fight Night: Santos vs. Anders       | 22/09/2018 | 2     | 3:22  | São Paulo                  |                                           |
| Vitória | 15–6   | Herdeson Batista   | Decisão (unânime)                          | ACB 82                                   | 09/03/2018 | 3     | 5:00  | São Paulo                  |                                           |
| Derrota | 14–6   | Shamil Nikaev      | Decisão (dividida)                         | ACB 71                                   | 30/09/2017 | 3     | 5:00  | Moscou                     |                                           |
| Vitória | 14–5   | Alexandre Pimentel | Decisão (unânime)                          | ACB 51                                   | 13/01/2017 | 3     | 5:00  | Irvine, California         |                                           |
| Vitória | 13–5   | Arthur Estrazulas  | Decisão (unânime)                          | RFA 42: Giagos vs. Estrazulas            | 19/08/2016 | 3     | 5:00  | Visalia, California        |                                           |
| Vitória | 12–5   | Karen Darabedyan   | Nocaute técnico (socos)                    | RFA 38: Moises vs. Emmers                | 03/06/2016 | 1     | 1:42  | Costa Mesa, California     |                                           |
| Derrota | 11–5   | Josh Emmett        | Nocaute técnico (socos)                    | West Coast FC 16                         | 23/01/2016 | 3     | 2:21  | Sacramento, California     | Pelo Cinturão Peso Leve do West Coast FC. |
| Derrota | 11–4   | Chris Wade         | Decisão (unânime)                          | UFC Fight Night: Boetsch vs. Henderson   | 06/06/2015 | 3     | 5:00  | New Orleans, Louisiana     |                                           |
| Vitória | 11–3   | Jorge de Oliveira  | Finalização (mata-leão)                    | UFC Fight Night: Maia vs. LaFlare        | 21/03/2015 | 1     | 3:12  | Rio de Janeiro             |                                           |
| Derrota | 10–3   | Gilbert Burns      | Finalização (chave de braço)               | UFC 179: Aldo vs. Mendes II              | 25/10/2014 | 1     | 4:57  | Rio de Janeiro             |                                           |
| Vitória | 10–2   | Dakota Cochrane    | Nocaute técnico (joelhada voadora e socos) | RFA 17                                   | 22/08/2014 | 2     | 2:04  | Sioux Falls, Dakota do Sul | Ganhou o cinturão peso leve do RFA.       |
| Vitória | 9–2    | Sevak Magakian     | Finalização (triângulo)                    | TPF 19: Thowback Thursday                | 19/06/2014 | 1     | 4:45  | Lemoore, California        |                                           |
| Vitória | 8–2    | Preston Scharf     | Nocaute técnico (interrupção médica)       | LOP: Chaos at the Casino 4               | 12/04/2014 | 2     | 5:00  | Inglewood, California      |                                           |
| Vitória | 7–2    | Thor Skancke       | Nocaute técnico (socos)                    | LOP: Chaos at the Casino 3               | 23/11/2013 | 1     | 1:27  | Inglewood, California      |                                           |
| Derrota | 6–2    | Poppies Martinez   | Finalização (guilhotina)                   | TPF 16: The Return                       | 22/08/2013 | 1     | 4:27  | Lemoore, California        |                                           |
| Vitória | 6–1    | Chris Tickle       | Finalização (mata-leão)                    | Flawless FC 3                            | 18/05/2013 | 2     | 2:32  | Inglewood, California      |                                           |
| Vitória | 5–1    | Joe Lewis          | Nocaute técnico (socos)                    | Samurai MMA Pro 4                        | 19/10/2012 | 2     | 1:12  | Culver City, California    |                                           |
| Derrota | 4–1    | Jason Gonzales     | Finalização (estrangulamento d’arce)       | RITC                                     | 19/05/2012 | 2     | 4:14  | Pomona, California         |                                           |
| Vitória | 4–0    | Joe Camacho        | Decisão (unânime)                          | RITC                                     | 19/11/2011 | 3     | 5:00  | Pomona, California         |                                           |
| Vitória | 3–0    | Chris Manzo        | Nocaute (soco)                             | RITC                                     | 12/03/2011 | 2     | 4:07  | Pomona, California         |                                           |
| Vitória | 2–0    | Jose Alderete      | Nocaute técnico (socos)                    | Fury Fights 7                            | 21/08/2010 | 3     | 1:14  | Pomona, California         |                                           |
| Vitória | 1–0    | Dominic Gutierrez  | Nocaute técnico (socos)                    | John Pena Promotions                     | 11/06/2010 | 3     | 5:00  | Pomona, California         |                                           |